# Isłam Alijew
Isłam Ismaiłowicz Alijew (ros. Ислам Исмаилович Алиев; ur. 18 września 2001) – rosyjski zapaśnik walczący w stylu klasycznym. Siódmy na mistrzostwach świata w 2024. Srebrny medalista mistrzostw Europy w 2024. 
Drugi na ME U-23 w 2024. Mistrz świata juniorów w 2021 roku.
Mistrz Rosji w 2024 i trzeci w 2021 roku.